# Marisa Sannia
Marisa Sannia (ur. 15 lutego 1947 w Iglesias, zm. 14 kwietnia 2008 w Cagliari) – włoska piosenkarka. W 1968 roku zajęła drugie miejsce na Festiwalu Piosenki Włoskiej w San Remo. Znana jako wykonawczyni piosenek folkowych w języku sardyńskim.

## Biografia

### Lata 60.

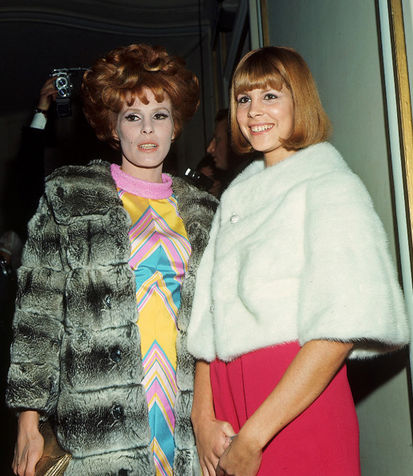
Ornella Vanoni i Marisa Sannia na Festiwalu w San Remo 1968

Marisa Sannia urodziła się 15 lutego 1947 roku w Iglesias na Sardynii. Jako nastolatka grała w drużynie koszykówki CUS Cagliari. Jako piosenkarka zadebiutowała na początku lat 60. wraz z zespołem I Principi z Cagliari. W 1965 roku wzięła udział w konkursie nowych głosów, zajmując drugie miejsce z piosenką Salvatore Adamo „Perduto amor”. Punktem zwrotnym w jej karierze okazał się konkurs organizowany przez Fonit Cetra, który umożliwił jej podpisanie czteroletniego kontraktu z tą wytwórnią fonograficzną. Sergio Endrigo i Luis Bacalov, oczarowani głosem młodej artystki, postanowili wyprodukować jej debiutancki singiel, „Tutto o niente”. Pierwsze sukcesy Sanni nadeszły wraz z wydaniem singli „Una cartolina”, „Sono innamorata (ma non tanto)” i „Sarai fiero di me”; ten ostatni zajął 3. miejsce w sekcji młodych wokalistów na Festivalbar w 1967 roku. W tym samym roku artystka z powodzeniem występowała w programie telewizyjnym Settevoci, wygrywając w siedmiu kolejnych edycjach.
W 1968 roku Sannia zajęła drugie miejsce na Festiwalu Piosenki Włoskiej w San Remo, śpiewając w parze z Ornellą Vanoni piosenkę Dona Backy’ego „Casa bianca”. Piosenka w jej wykonaniu dotarła do drugiego miejsca na włoskiej liście przebojów. Znalazła się później na ścieżce dźwiękowej filmu Alfredo, Alfredo Pietra Germiego, z udziałem takich aktorów jak Dustin Hoffman i Stefania Sandrelli. W maju tego samego roku Sannia wydała swój pierwszy album zatytułowany własnym imieniem i nazwiskiem. Znalazło się na nim 10 piosenek; autorem lub współautorem 5 z nich był Sergio Endrigo. Również w tym samym roku zadebiutowała w spektaklu muzycznym Stasera mi butto u boku z Giancarla Gianniniego. Pod koniec 1968 roku nagrała piosenkę „Io mi sento” Armanda Trovajoli, pochodzącą ze ścieżki dźwiękowej filmu Dina Risiego Straziami ma di baci saziami, oraz wzięła udział w dwóch imprezach: Festival Internazionale di Musica Leggera di Venezia z piosenką „Non è questo l'addio” oraz w konkursie Canzonissima z piosenką „Una donna sola”. Na początku 1969 roku w konkursie Una canzone per l'Europa w Lugano Sannia reprezentowała Włochy z piosenką „La compagnia” spółki autorsko-kompozytorskiej Mogol-Carlo Donida. Piosenkę tę nagrał w 1976 roku Lucio Battisti, a później, w 2007 – Vasco Rossi.

### Lata 70.
W 1970 roku Sannia powróciła na festiwal w San Remo, prezentując w parze z Giannim Nazzaro piosenkę „L'amore è una colomba”. W tym samym roku wydała album Marisa Sannia canta Sergio Endrigo e le sue canzoni oraz wystąpiła w finale konkursu Canzonissima z piosenką „La primavera” Dona Backy’ego. W 1971 roku wystąpiła ponownie w San Remo, prezentując w parze z Donatello piosenkę „Come è dolce la sera stasera”, która zajęła czwarte miejsce. W 1972 roku wzięła udział wraz z Sergiem Endrigo, zespołami Ricchi e Poveri, New Trolls i innymi artystami w nagraniu piosenek dla dzieci autorstwa Viniciusa de Moraesa, wydanych na albumie L'Arca. W tym samym roku wydała singiel „Un aquilone”/„Il mio mondo” spółki Francesco De Gregori, Amedeo Minghi i Edoardo De Angelis. Wydała album Marisa nel paese delle meraviglie, na którym znalazły się piosenki z filmów Walta Disneya. W 1973 roku zadebiutowała w teatrze, grając rolę Joanny d’Arc w musicalu Tony’ego Cucchiary Caino e Abele. W 1975 roku wystąpiła w kolejnym musicalu tego samego autora, Storie di periferia. W 1976 roku wydała autorski album La pasta scotta.

### Lata 80.
W latach 80. wystąpiła w telewizyjnym spektaklu George Sand w reżyserii Giorgia Albertazziego, grając u boku takich aktorów jak sam Albertazzi, Anna Proclemer i Paola Borboni. Zagrała w filmie Pupiego Avatiego Aiutami a sognare. W 1984 roku powróciła na Festiwal w San Remo z piosenką „Amore amore”. Później w jej karierze nastąpiła dłuższa przerwa.

### Lata 90.
W 1993 roku wydała album Sa oghe de su entu e de su mare, na którym znalazło się 11 utworów w języku sardyńskim. W 1995 roku wystąpiła w teatrze, w sztuce Le memorie di Adriano, wyreżyserowanej przez Maurizia Scaparra, w której zaśpiewała kilka własnych kompozycji. W tym samym roku, z okazji Festiwalu Taormina, wystąpiła w koncercie Tra due lingue. W 1997 roku, we współpracy z sardyńskim pisarzem Francesco Masalą, wydała album Melagranàda.

### XXI wiek
W październiku 2001 roku Sannia wystąpiła wraz z innymi artystami w programie Canzoni per te, dedykowanym Sergiowi Endrigo; z towarzyszeniem dwóch muzyków wykonała dwie jego piosenki: „Mani bucate” i „Melagranada ruja”. W 2003 roku wydała swoją trzecią kolekcję piosenek w języku sardyńskim, Nanas e janas; wszystkie utwory sama skomponowała i opatrzyła tekstami. Wystąpiła w spektaklu Canzoni tra due lingue sul cammino della poesia. Później poświęciła się studiowaniu poezji Federica Garcíi Lorki, tworząc następnie oryginalne pieśni, zaśpiewane w języku hiszpańskim, zaprezentowane najpierw latem 2007 roku na Malborghetto Roma Festival, a następnie zarejestrowane na albumie Rosa de papel, który ukazał się już po jej śmierci.
Marisa Sannia zmarła w Cagliari 14 kwietnia 2008 roku.